# Шо де Кротне
Шо де Кротне (фр. Chaux-des-Crotenay) је насељено место у Француској у региону Франш-Конте, у департману Јура.
По подацима из 2011. године у општини је живело 407 становника, а густина насељености је износила 34,88 становника/km².

## Демографија
| 1962. | 1968. | 1975. | 1982. | 1990. | 2011. |
| ----- | ----- | ----- | ----- | ----- | ----- |
| 468   | 454   | 418   | 394   | 36    | 407   |